# Koningspage
De koningspage (Iphiclides podalirius) is een vlinder uit de familie van de pages (Papilionidae). De vleugel varieert in lengte tussen de 32 en 39 millimeter. De ruim vier centimeter lange groene rups is cilindervormig, aan de voorkant wat dikker.

## Verspreiding en leefgebied
De koningspage is wijdverspreid in Europa en Azië in warme tot zeer warme gebieden. De vlinder vliegt van zeeniveau tot 1500 meter hoogte. In Nederland geldt hij als trekvlinder. De vliegtijd is van maart tot in oktober. De vlinder valt op door zijn zeilende manier van vliegen.
De vlinder geeft de voorkeur aan droog kalkrijk grasland en bosgebied.

## Waardplanten
Van juni tot september is de rups te vinden op sleedoorn, weichselboom, meidoorn en perzik, af en toe ook op lijsterbes en appelboom, maar vrijwel altijd alleen en bij voorkeur op warme, zonnige plekjes.

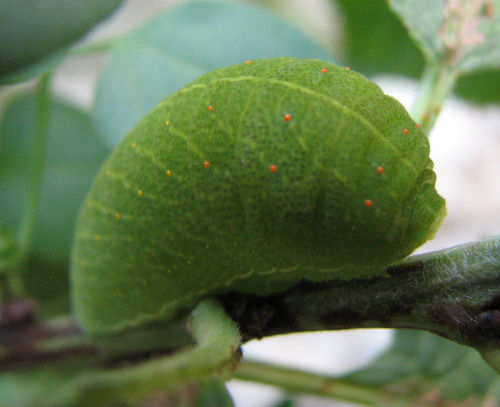
Rups
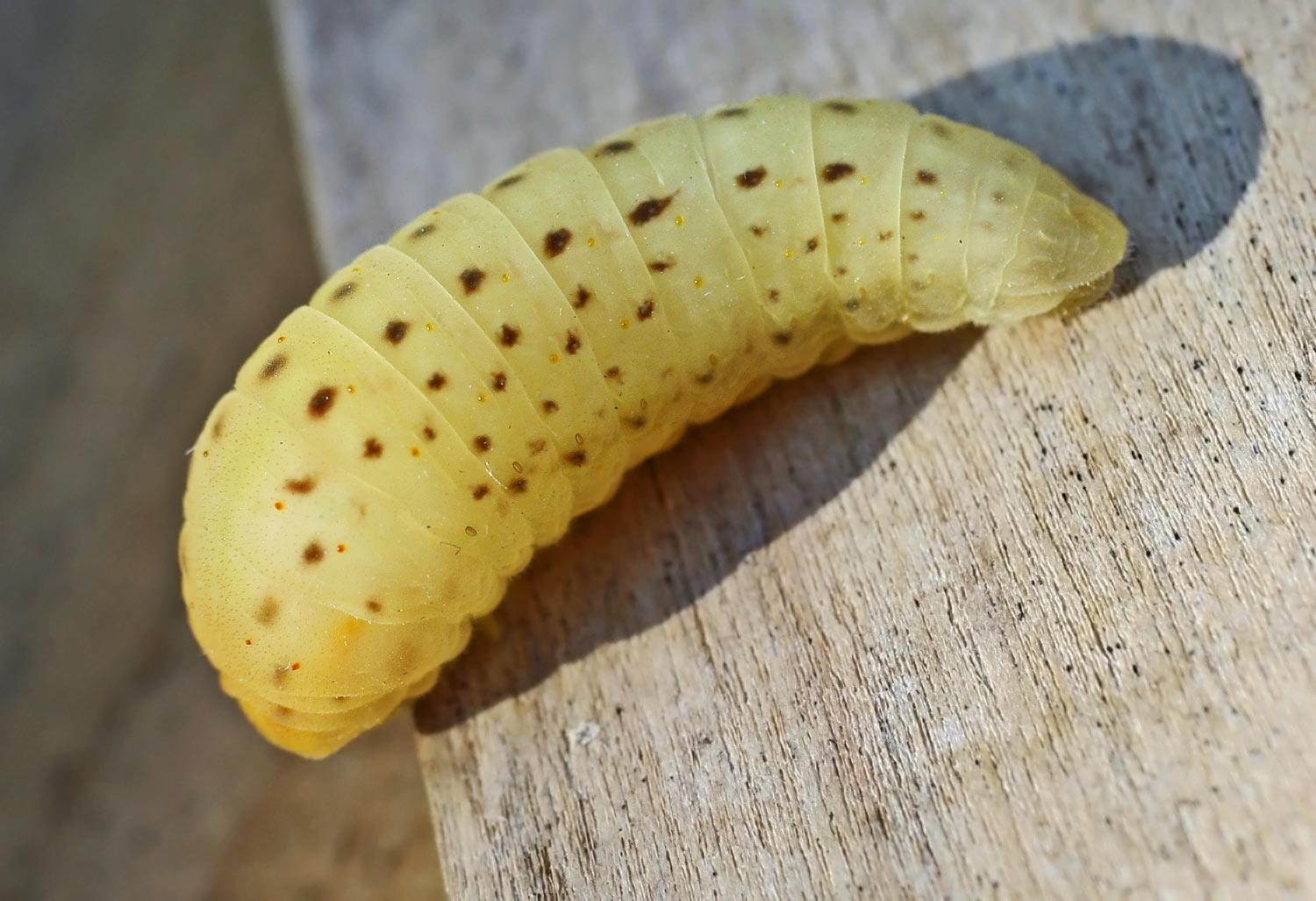
Verpopping